# Мастер-диск
Ма́стер-диск — оригинальный образец диска, изготавливаемый на первой стадии производства компакт-дисков, подготовленный к дальнейшему тиражированию. Иногда называют «золотым» или говорят «уйти на золото». Связано с технологией тиражирования CD-дисков.
Технология заводского тиражирования, методом литья, включает следующие шаги:
1. подготовка материала для записи (музыки, фильмов, программ и т. д., см Мастеринг)
2. затем изготовляется золотой мастер-диск (так называемое «золото»)
3. с него изготавливаются штамповочные формы
4. с форм штампуется тираж диска («серебро»)